# Phyllis Love
Phyllis Love (21 de diciembre de 1925 – 30 de octubre de 2011) fue una actriz norteamericana de cine, teatro y televisión.

## Carrera
Después de graduarse en 1948 en el Instituto Carnegie de Pittsburgh de Tecnología (más tarde se fusionaría con el Mellon Institute de Investigación Industrial para formar la Universidad Carnegie Mellon), Love se fue a Nueva York, donde, en poco tiempo, consigue acceder al Actors Studio recién creado. Su debut en la pequeña pantalla se produjo al año siguiente realizando pequeños papeles en series de corta duración. Su paso a Broadway y a la gran pantalla se produjo al año siguiente supliendo a Julie Harris en la adaptación teatral de Frankie y la boda (Member of the Wedding) de Carson McCullers y realizando un pequeño papel sin créditos en la película So Young, So Bad
A lo largo de la década de 1950 actuó en producciones de Broadway y ocasionalmente en alguna que otra película. Ganó el Premio Clarence Derwent en 1951 por su papel en la obra de teatro The Rose Tattoo. En 1956 compartió reparto con Gary Cooper interpretando a Mattie Birdwell, su hija, en la película La gran prueba. En televisión, apareció principalmente en papeles de artistas invitados a partir de 1950 hasta su retiro a principios de 1970, siendo frecuente encontrarla en series como Bonanza, Alfred Hitchcock Presents, Perry Mason, La ley del revólver, Los intocables o Hallmark Playhouse. Entre sus papeles televisivos figuran dos apariciones especiales en Perry Mason, en ambas ocasiones como acusada: la primera, en 1962, interpretó a Ellen Carter en "The Case of the Bogus Books", y la segunda, en 1964, interpretó a Minerva Doubleday en "The Case of the Wooden Nickels".  En los 70 realiza estudios de postgrado durante un año en la Universidad de Cal-State y obtiene un certificado de enseñanza que le permite dar clases en una escuela secundaria de inglés y teatro en Los Ángeles mientras continúa apareciendo en televisión.

## Vida personal
Se casó con el dramaturgo  James Vincent McGee en 1948, permaneciendo con él hasta que se divorciaron en 1978. McGee fallecería 7 años más tarde, en 1985. En 1983 Love contrajo matrimonio con su antiguo amor universitario, el abogado Alan Paul Gooding, convirtiéndose en madrastra de sus cuatro hijos y permaneciendo con él hasta la muerte de la actriz, a los 85 años de edad, el 30 de octubre de 2011 por Alzheimer en Menifee, California: el matrimonio se había mudado allí en 2003 para residir en una comunidad para jubilados mayores de 55 años.

## Filmografía
- 1949: "Somebody Has to Be Nobody" (episodio de la serie Actor's Studio)
- 1950: "Tan joven y tan corrupto" (episodio de So Young, So Bad)
- 1956: La gran prueba (Friendly Persuasion)
- 1958: Suspicion (serie de TV, un episodio)
- 1960: "A los pies de las Montañas Azules" (episodio de la serie Laramie)
- 1961: "El segundo hombre" (episodio de la serie El diputado)
- 1961: Vivir es lo que importa (The Young Doctors) de Phil Karlson
- 1961-1964: La ley del revólver (Gunsmoke - serie de TV, dos episodios)
- 1962: The Twilight Zone (Dimensión Desconocida) (serie de TV, un episodio)
- 1962: Los Intocables (The Untouchables, serie de TV, un episodio)
- 1962: The New Pan (serie de TV, un episodio)
- 1962-1964: Perry Mason (serie de televisión, dos episodios)
- 1965: Dr. Kildare (serie de TV, un episodio)
- 1967: El fugitivo (The Fugitive) (serie de TV, un episodio)
- 1967-1970: El FBI (serie de TV, 4 episodios)
- 1970: Ironside (serie de TV, un episodio)
- 1971-1972: Bonanza (serie de televisión, dos episodios)
- 1972: Ghost Story (serie de TV, un episodio)
- 1975: Harry O (serie de televisión, un episodio)